# Roesthalsnachtzwaluw
De roesthalsnachtzwaluw (Caprimulgus pectoralis) is een vogel uit de familie van de nachtzwaluwen (Caprimulgidae).

## Kenmerken
De roesthalsnachtzwaluw is 24 cm lang en lijkt op de Nubische nachtzwaluw maar is iets groter en warmer van kleur.

## Verspreiding en leefgebied
De broedgebieden van de roesthalsnachtzwaluw liggen in een groot deel van Afrika ten zuiden van de Sahara. De soort telt vijf ondersoorten:
- C. p. shelleyi: van Angola en zuidelijk Congo-Kinshasa tot zuidoostelijk Kenia, centraal Tanzania en noordelijk Malawi.
- C. p. fervidus: van zuidelijk Angola en noordelijk Namibië tot Zimbabwe en noordelijk Zuid-Afrika.
- C. p. crepusculans: van zuidoostelijk Zimbabwe en Mozambique tot oostelijk Zuid-Afrika.
- C. p. pectoralis: zuidelijk Zuid-Afrika.
- C. p. nigriscapularis (zwartschoudernachtzwaluw): Senegal en Gambia tot westelijk Kenia en zuidwestelijk Congo-Kinshasa.

## Status
De roesthalsnachtzwaluw heeft een groot verspreidingsgebied en daardoor is de kans op uitsterven gering. De grootte van de populatie is niet gekwantificeerd. Het is een algemene vogel en de indruk bestaat dat de aantallen stabiel zijn. Om deze redenen staat deze nachtzwaluw als niet bedreigd op de Rode Lijst van de IUCN.